# Sex noci svatojánské
Sex noci svatojánské (anglicky A Midsummer Night's Sex Comedy) je americká filmová komedie scenáristy a režiséra Woodyho Allena z roku 1982. Jde o první Allenův film, ve kterém hraje Mia Farrowová.